# Tariq Ahmad
Tariq Mahmood Ahmad, Barão de Wimbledon ( Londres , nascido 03 de abril de 1968), é um empresario britânico e um político conservador. Seu título completo, gravado definitivamente pela Câmara dos Lordes (que reserva o título "Direito Honroso" apenas para Conselheiros Privados) é "O Senhor Ahmad de Wimbledon".

## Biografia
Nascido em Lambeth, de pais imigrantes paquistaneses em Punjabi, ele foi educado na Rutlish School , Merton Park , sudoeste de Londres. Ele foi nomeado Ministro de Estado da Commonwealth e das Nações Unidas no Ministério dos Negócios Estrangeiros e da Commonwealth em 13 de junho de 2017.
Em 1991, ele ingressou no programa de Gerenciamento de Pós-Graduação da NatWest , eventualmente trabalhando como Chefe de Marketing, Patrocínio e Marcas e, em 2000, foi trabalhar para a AllianceBernstein. Em 2004, ele ingressou na Sucden Financial , onde atuou no Comitê Executivo e como Diretor de Marketing, Estratégia e Pesquisa. Ele é associado do Instituto de Serviços Financeiros e membro do Instituto de Diretores.
Ele é membro do Ahmadiyya e de 1999 a 2008 atuou como vice-presidente da AMYA , uma organização juvenil muçulmana britânica. De 2001 a 2006, ele serviu como governador da escola primária de Wimbledon Park. Ele se juntou ao Partido Conservador em 1994. Em 2002, ele foi eleito conselheiro em Wimbledon . Ele enfrentou Croydon North pelo partido conservador em 2005. De 2008 a 2010, ele atuou como vice-presidente do partido conservador.
Em 13 de janeiro de 2011, ele se tornou um companheiro vitalício e recebeu o título honorário de Barão Ahmad de Wimbledon , no bairro londrino de Merton. Ele entrou formalmente na Câmara dos Lordes em 17 de janeiro. Em 2014, Ahmad foi promovido a subsecretário de estado parlamentar no DCLG. Após as eleições gerais de 2015, ele foi nomeado em conjunto como Ministro de Habilidades e Segurança da Aviação no Departamento de Transportes e Ministro de Combate ao Extremismo no Ministério do Interior. Em 2016, ele foi nomeadoMinistro da Aviação, Comércio Internacional e Europa do Departamento de Transportes no primeiro ministério de maio.
Após a eleição geral de 2017, Ahmad foi nomeado Ministro de Estado no Escritório de Relações Exteriores e da Commonwealth, com responsabilidades perante a Commonwealth, as Nações Unidas e o Representante Especial do Primeiro Ministro em Prevenção da Violência Sexual em Conflito.